# Православна епископска конференција Белгије, Холандије и Луксембурга
Православна епископска конференција Белгије, Холандије и Луксембурга (фр. Conférence épiscopale orthodoxe du Bénélux скраћено ЦЕОБ или АЕОФ) је координационо тело које окупља све православне епископе, на територији земаља БЕНЕЛУКС-а, односно Белгије, Холандије и Луксембурга.
У земљама Бенелукса укупно делује дванаест православних епископа.

## Чланови
- Митрополит Белгије, Пантелејмон (Кондоианнис) (Цариградска патријаршија) - Председавајући;
- Архиепископ Брисељски и Белгијски, Симон (Ишунин) (Московска патријаршија) - Потпредседник;
- Архиепископ Команси - (Цариградска патријаршија);
- Епископ Западноевропски, Лука (Ковачевић) (Српска патријаршија);
- Митрополит западне и јужне Европе, Јосиф (Поп) (Румунска патријаршија) - Благајник;
- Архиепископ Женевски и западне Европе, Михаил (Донсков) (Московска патријаршија);
- Епископ Евмениски, Максим (Мастихис) (Белгијски епархија Цариградске патријаршије);
- Епископ Синопе, Атинагора (Пекстадт) (Белгијски епархија Цариградске Патријаршије) - Секретар.

## Историја
Православна епископска конференција Белгије, Холандије и Луксембурга је основана у складу је са одлукама Четврте предсаборске свеправославне конференције одржане 2009. у Шамбезију у Швајцарској. 
Прва скупштина Епископске конференције одржана је 23. јуна 2010. у Бриселу.
Друга скупштина одржана је 4. априла 2011. у Бриселу.
Трећа скупштина одржана је 26. јануара 2012. године у Бриселу. Разматрана су питања везана за процес званичног признања православља у Холандији. У циљу обједињавања пастирских напора различитих јурисдикција и видљивијег сведочења вере у свету, учесници форума су донели одлуку о оснивању неколико комисија у оквиру Епископске конференције. На челу сваке од њих биће по један епископ, а учествоваће свештеници и лаици који су компетентни у одређеној области.
Учесници су подржали предлог архиепископа Бриселског и Белгијског Симона да се објаве житија светих неподељене Цркве, који су се подвизавали на територији данашњег Бенелукса.